# البیون (نیویورک)
اَلبیون (به انگلیسی: Albion) یک منطقهٔ مسکونی در ایالات متحده آمریکا است که در شهرستان اورلئان واقع شده‌است. چندین نقطه از این منطقه مسکونی در فهرست ثبت ملی مکان‌های تاریخی ثبت شده است.
اَلبیون ۷٫۷۷ کیلومتر مربع مساحت و ۶٬۰۵۶ نفر جمعیت دارد و ۱۶۴٫۵۹ متر بالاتر از سطح دریا واقع شده‌است.